# La Isleta del Moro
La Isleta del Moro è una località situata nel territorio del municipio spagnolo di Níjar, Provincia di Almería. Sita nel parco naturale Cabo de Gata - Nijar, dista circa 40 km dal capoluogo Almería. La località ha 171 abitanti.
I dintorni sono caratterizzati dalla presenza di spiagge, dalle caldaie vulcaniche della Sierra de Cabo de Gata e da una piccola isola da cui la località prende il nome. A nord la costa è caratterizzata dalla presenza di alte scogliere.
Sul luogo esiste una storica comunità di pescatori, tuttavia nel tempo questa si è ridotta sensibilmente, spostando l'attività principale verso il turismo.